# Altern-8
Altern-8 — британский электронный коллектив, который, несмотря на небогатое наследие, существенным образом повлиял на становление и развитие европейской рейв- и хардкор-сцены. Образован в 1990 году в г. Стаффорд Марком Арчером и Крисом Питом.

## Дискография

### Альбомы
- Full On… Mask Hysteria (1992)

### Синглы и EP
- Overload EP (1990)
- Activ 8 (Come With Me) (1991)
- The Vertigo EP (1991)
- Evapor 8 (1992)
- Shame (1992)
- Hypnotic St-8 (1992)
- Brutal-8-E (1992)
- Infiltr-8 America EP (1992)
- Everybody (1993)
- Hard Crew (2020)